# 飢俄人妻
是一部由尼吉娜·哈菲佐夫娜·赛福莱娃導演的2019年電影。

## 外部連結
- 互联网电影数据库（IMDb）上《飢俄人妻》的资料（英文）
- 豆瓣电影上《飢俄人妻》的資料 （简体中文）